# Ваксхолм
Ваксхолм (на шведски: Vaxholm) е град в югоизточна Швеция, лен Стокхолм. Главен административен център на едноименната община Ваксхолм. Разположен е на брега на Балтийско море. Намира се на около 20 km на североизток от централната част на столицата Стокхолм. Основан е през 1558 г. Получава статут на търговски град (на шведски шьопинг) през 1652 г. Има пристанище. Населението на града е 4857 жители според данни от преброяването през 2010 г.